# Inopeplus praeustus
Inopeplus praeustus is een keversoort uit de familie platsnuitkevers (Salpingidae). De wetenschappelijke naam van de soort werd in 1858 gepubliceerd door Louis Alexandre Auguste Chevrolat.